# Kotowo (Lidzbark Warmiński)
Kotowo (deutsch Katzen) ist ein Dorf in der polnischen Woiwodschaft Ermland-Masuren. Es gehört zur Landgemeinde Lidzbark Warmiński (Heilsberg) im Powiat Lidzbarski (Kreis Heilsberg).

## Geographische Lage
Kotowo liegt am Nordufer der Alle (polnisch Łyna) im nördlichen Westen der Woiwodschaft Ermland-Masuren, zehn Kilometer nordöstlich der Kreisstadt Lidzbark Warmiński (Heilsberg).

## Geschichte
Das alte Gutsdorf Katzen wurde im Jahre 1874 in den neu errichteten Amtsbezirk Bundien (polnisch Budniki) eingegliedert. Der gehörte zum ostpreußischen Kreis Heilsberg im Regierungsbezirk Königsberg. Katzen zählte im Jahre 1910 243 Einwohner.
Am 30. September 1928 wurde der Nachbarort Bundien (Budniki) nach Katzen eingemeindet. Bundien verlor daraufhin den Status eines Amtsdorfs und der Amtsbezirk Bundien wurde am 27. Januar 1930 in „Amtsbezirk Settau“ (polnisch Żytowo) umbenannt.
Die Einwohnerzahl Katzens stieg bis zum Jahre 1933 auf 295 und belief sich im Jahre 1939 auf 275.
Im Zusammenhang der Abtretung des gesamten südlichen Ostpreußen 1945 in Kriegsfolge erhielt Katzen die polnische Namensform „Kotowo“. Heute ist das Dorf eine Ortschaft innerhalb der Gmina Lidzbark Warmiński (Landgemeinde Heilsberg) im Powiat  Lidzbarski (Kreis Heilsberg), von 1975 bis 1998 der Woiwodschaft Olsztyn, seither der Woiwodschaft Ermland-Masuren zugehörig.

## Religion
Kotowo gehört heute wie Katzen bereits vor 1945 zur römisch-katholischen Pfarrei Rogóż (Roggenhausen), die jetzt dem Erzbistum Ermland zugeordnet ist.
Bis 1945 war Katzen außerdem in die evangelische Kirche Heilsberg in der Kirchenprovinz Ostpreußen der Kirche der Altpreußischen Union eingepfarrt. Heute gehört Kotowo zur Diözese Masuren der Evangelisch-Augsburgischen Kirche in Polen.

## Verkehr
Kotowo liegt an der Nebenstraße 1543N, die parallel zur Alle (polnisch Łyna) von Koniewo (Konnegen) nach Spytajny (Spittehnen) verläuft. Zwei andere Straßen aus dem Umland – von Rogóż (Roggenhausen) bzw. von Wyręba (Kraphausen) kommend – enden in Kotowo.
Bis 1945 war Roggenhausen für Katzen die nächste Bahnstation. Sie lag an der heute nicht mehr bestehenden Bahnstrecke Heilsberg–Bartenstein–Friedland–Wehlau.